# Голубовський Петро Васильович
Петро́ Васи́льович Голубо́вський (нар. 16 (28) червня 1857, місто Мінусинськ, нині Красноярського краю, Російська Федерація) — 18 (31) березня 1907, Київ) — український та  російський історик. Належав до Київської школи істориків Володимира Антоновича.

## Біографія
Закінчив історико-філологічний факультет Київського університету. Очолював кафедру російської історії цього університету.
Петро Голубовський — автор низки праць, написаних на основі літописних та архівних джерел, присвячених питанням про кочове населення території степової України, про історичний розвиток її князівств.
Серед праць:
- «История Северской земли до половины XIV столетия» (1881);
- «Печенеги, торки и половцы до нашествия татар. История южнорусских степей IX–XIII вв.» (1884).

Також автор праць з історико-бібліографічної тематики, зокрема — про нові видання та дослідження, які стосуються давньоруської історії.
Петро Голубовський віднайшов близько 100 листів декабриста Олексія Петровича Юшневського та його дружини, написаних із Сибіру. Ці листи стали предметом дослідження Петра Васильовича. На засіданні Історичного товариства Нестора-літописця від 25 квітня 1904 року вчений прочитав доповідь, присвячену Юшневському. Пізніше її без будь-яких змін було опубліковано як передмову до підготовленої істориком сибірської добірки листів декабриста та його дружини Марії Казимирівни.

### Адреси в Києві
У 1904—1905 роках мешкав у квартирі № 6 будинку № 15 по вулиці Саксаганського. Раніше проживав у будинку № 8 по Рильському провулку, останні роки життя провів у будинку № 7 у Бехтеревському провулку (обидва будинки не збереглися).